# Gabrielle Robinne
Gabrielle Anna Charlotte Robinne, née le 1er juillet 1886 à Montluçon et morte le 18 novembre 1980 à Saint-Cloud, dans son hôtel particulier de La Parentière, est une actrice française.

## Biographie

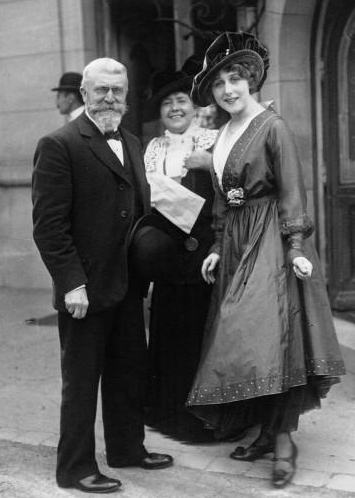
Gabrielle Robinne avec le compositeur Paul Vidal en 1916.

Gabrielle Robinne née au 47 rue de la République, dans le quartier Ville-Gozet. Sa mère est Joséphine Gabrielle Bastien, épouse Robinne (1865-1945) ; son père Bernard Bastien (1833-1910), chef de service à l’usine de la Glacerie de Saint-Gobain.
Elle entre à la Comédie-Française en 1907 et en devient sociétaire en 1924. 
Elle est l'une des premières actrices filmées pour le cinéma muet. Vers la fin des années 1930, elle tourne dans plusieurs films parlants dirigés par Marcel L'Herbier.
Elle épouse le 11 juin 1912 le comédien René Alexandre. Catulle Mendès écrit à son propos : « Une telle beauté suffit à la gloire de la France. ». Elle est surnommée « La Robinne ».
Elle est officier de la Légion d'honneur.
Elle est inhumée aux côtés de son mari dans le cimetière de Saint-Cloud (tourner à droite immédiatement après l'entrée : rangée des tombes accolées au mur). Elle vécut en effet dans cette ville à partir de 1922, 21 rue Gounod,.

## Théâtre
Entrée à la Comédie-Française en 1907
Sociétaire de 1924 à 1937
369e sociétaire
- Le Jeu de l'amour et du hasard de Marivaux
- Tartuffe de Molière
- 1902 : L'Autre Danger de Maurice Donnay : Mlle Choskonesko
- 1907 : L'anglais tel qu'on le parle de Tristan Bernard : Betty
- 1907 : Andromaque de Jean Racine : Cléone
- 1907 : Phèdre de Jean Racine : Ismène
- 1907 : La Rivale de Henry Kistemaeckers et Eugène Delard : Mme de Chamblay
- 1909 : La Furie de Jules Bois : Hylas
- 1909 : Après moi de Henri Bernstein : Solange de Pavie
- 1910 : Les Erynnies, de Leconte de Lisle : Kallirhoe
- 1910 : Les Marionnettes de Pierre Wolff : Mme de Jussy
- 1911 : Le Misanthrope de Molière : Eliante
- 1911 : Cher maître de Fernand Vandérem : Valérie Savreuse
- 1911 : Le Plaisir de rompre de Jules Renard : Blanche
- 1911 : Le Mariage de Figaro de Beaumarchais : La comtesse
- 1912 : Le Ménage de Molière de Maurice Donnay : Mlle Du Parc
- 1912 : L'Embuscade de Henry Kistemaeckers : Christiane de Servais
- 1914 : La Comtesse d'Escarbagnas de Molière : Julie
- 1914 : Georgette Lemeunier de Maurice Donnay : Mme Sourette
- 1916 : Le Bourgeois gentilhomme de Molière : Dorimène
- 1916 : George Dandin de Molière : Angélique
- 1919 : Le Plaisir de rompre de Jules Renard : Blanche
- 1919 : Le Misanthrope de Molière : Célimène
- 1922 : La Comtesse d'Escarbagnas de Molière : Julie
- 1922 : L'Impromptu de Versailles de Molière : Mlle Béjart
- 1922 : Le Paon de Francis de Croisset : Lucinde
- 1922 : L'Abbé Constantin d'Hector Crémieux et Pierre Decourcelle d'après Ludovic Halévy : Mme Scott
- 1922 : Amoureuse de Georges de Porto-Riche
- 1923 : Poliche de Henry Bataille : Pauline Laub
- 1924 : L'Énigme de Paul Hervieu : Giselle
- 1924 : La Reprise de Maurice Donnay : Janine de Cauterne
- 1925 : Le Chandelier d'Alfred de Musset : Jacqueline
- 1925 : Le Bourgeois gentilhomme de Molière : Dorimène
- 1926 : Le Cœur partagé de Lucien Besnard : Mrs Winston
- 1932 : La Jalousie de Sacha Guitry, mise en scène de l'auteur : Marthe Blondel
- 1933 : Le Legs de Marivaux, mise en scène Jean Croué : La comtesse
- 1934 : La Parisienne d'Henry Becque : Clotilde
- 1935 : Madame Sans-Gêne de  Victorien Sardou et Émile Moreau, mise en scène Denis d'Inès : La reine Caroline
- 1936 : Denise d'Alexandre Dumas fils, mise en scène René Alexandre : Mme de Thauzette

### Hors Comédie-Française
- 1933 : Deux couverts de Sacha Guitry, Théâtre National Populaire : Mme Blandin
- 1941 : Aimer de Paul Géraldy, à Annecy : Hélène
- 1941 : Un caprice d'Alfred de Musset, à Annecy : Mme de Léry
- 1959 : Cromwell de Victor Hugo, mise en scène Jean Serge, Cour carrée du Louvre

## Filmographie
- 1906 : Le Troubadour de Segundo de Chomón
- 1908 : Le Retour d'Ulysse d'André Calmettes
- 1908 : L'Assassinat du duc de Guise d'André Calmettes
- 1909 : Le Baiser de Judas d'André Calmettes et Armand Bour
- 1910 : L'Évadé des Tuileries (ou Une Journée de la Révolution) d'Albert Capellani
- 1910 : Le Roman d'un jour de Albert Capellani
- 1910 : Histoire de Jean Morand
- 1911 : Péché de jeunesse (ou Le Roman d'un jour) d'Albert Capellani
- 1911 : Le Foyer perdu - production SCAGL
- 1911 : Amour de page de Georges Denola
- 1911 : Blessure d'amour - production SCAGL
- 1912 : Le Petit Chose - production Pathé
- 1912 : L'amour plus fort que la haine de René Leprince
- 1912 : Les Larmes du pardon de René Leprince
- 1912 : Le Dédale de René Leprince
- 1913 : La Comtesse noire de René Leprince
- 1913 : Le Roi du bagne de René Leprince
- 1913 : Cœur de femme de René Leprince et Ferdinand Zecca
- 1913 : La Danse héroïque de René Leprince et Ferdinand Zecca
- 1913 : Les Deux noblesses de René Leprince
- 1913 : La Leçon du gouffre de René Leprince et Ferdinand Zecca
- 1913 : Plus fort que la haine de René Leprince et Ferdinand Zecca
- 1913 : Le Roi de l'air de René Leprince et Ferdinand Zecca
- 1913 : La Reine de Saba de Henri Andréani
- 1913 : La Vie d'une reine de René Leprince
- 1914 : Le Calvaire d'une reine de René Leprince et Ferdinand Zecca
- 1914 : La Lutte pour la vie de René Leprince et Ferdinand Zecca
- 1914 : La Jolie Bretonne de René Leprince et Ferdinand Zecca
- 1914 : Tempête d'amour de René Leprince
- 1915 : Le Noël d'un vagabond de René Leprince
- 1915 : Le Vieux Cabotin de René Leprince et Ferdinand Zecca - rôle : Gaby Sombreuse
- 1915 : Plus que reine de René Leprince
- 1915 : Cricri - production Pathé
- 1915 : Le Malheur qui passe de Georges Monca
- 1915 : Lucille de Georges Monca
- 1916 : C'est pour les orphelins de Louis Feuillade
- 1916 : Mot de l'énigme de Georges Monca
- 1916 : Un million de dot - production SCAGL
- 1916 : Zyte de Georges Monca
- 1917 : La Proie de Georges Monca
- 1917 : La Chanson du feu de Georges Monca
- 1917 : La Bonne hôtesse de Georges Monca
- 1917 : La Faute de Jeannine de Georges Monca
- 1917 : Le Vol suprême de René Plaissetty
- 1917 : Le Dédale de Jean Kemm* 1915 : La Route du devoir de Georges Monca
- 1918 : L'Expiation de Camille de Morlhon
- 1918 : La Route du devoir de Georges Monca : Mathilde Laroche
- 1919 : Le Calvaire d'une reine de René Leprince et Ferdinand Zecca
- 1921 : Destinée, film d'Armand du Plessy et Gaston Mouru de Lacotte
- 1922 : Fleur du mal de Gaston Mouru de Lacotte
- 1922 : Molière, sa vie, son œuvre de Jacques de Féraudy
- 1934 : Un soir à la Comédie-Française de Léonce Perret - court métrage -
- 1935 : Deux couverts de Léonce Perret - court métrage -
- 1938 : La Tragédie impériale de Marcel L'Herbier
- 1938 : Adrienne Lecouvreur de Marcel L'Herbier : la Duclos
- 1939 : Jeunes Filles en détresse de Georg-Wilhelm Pabst : la mère d'Yvette
- 1945 : Le Capitan de Robert Vernay
- 1946 : Hyménée de Émile Couzinet
- 1946 : Rendez-vous à Paris de Gilles Grangier
- 1946 : Paris 1900 de Nicole Vedrès - documentaire -
- 1962 : La Prostitution de Maurice Boutel
- 1971 : Le Journal d'un suicidé de Stanislav Stanojevic

## Hommages
- Le 27 mars 2000, le conseil municipal de Montluçon baptise une allée en son honneur, dans un quartier sud-est de la ville.
- Le 30 septembre 2006, le théâtre municipal (créé en 1912), pour lequel elle avait assisté à l'inauguration le 17 janvier 1914, prend son nom lors d'une cérémonie parrainée par Audrey Tautou[4].